# Fosaprepitant
Fosaprepitant (Emend injekcije (SAD), Ivemend (EU)) je antiemetički lek, koji se upotrebljava intravenozno. On je prolek aprepitanta.
Fosaprepitant je razvio Merk. On je odobren u SAD FDA 25. januara, 2008. i EMA 11. januara iste godine.

## Spoljašnje veze
|  | Molimo Vas, obratite pažnju na važno upozorenje u vezi sa temama iz oblasti medicine (zdravlja). |